# Anton Vinokurov
Anton Andreyvich Vinokurov (tiếng Nga: Антон Андреевич Винокуров; sinh ngày 5 tháng 11 năm 1997) là một cầu thủ bóng đá người Nga thi đấu cho SFC CRFSO Smolensk.

## Sự nghiệp câu lạc bộ
Anh có màn ra mắt tại Giải bóng đá chuyên nghiệp quốc gia Nga cho SFC CRFSO Smolensk vào ngày 23 tháng 9 năm 2017 trong trận đấu với FC Veles Moskva.